# Остров (Хмельницкая область)
Остров (укр. Острів; до 2025 года — Червоный Остров) — село в Хмельницком районе Хмельницкой области Украины.
Население по переписи 2001 года составляло 98 человек. Почтовый индекс — 31220. Телефонный код — 3845. Занимает площадь 0,3 км². Код КОАТУУ — 6820980607.

## Местный совет
31220, Хмельницкая обл., Хмельницкий р-н, с. Богдановка